# شاهدخت النا
شاهدخت النا (به انگلیسی: Infanta Elena, Duchess of Lugo؛ زادهٔ ۲۰ دسامبر ۱۹۶۳) نخستین و بزرگترین فرزند خوآن کارلوس اول اسپانیا و ملکه سوفیا د گرسیا است. النا به عنوان بزرگترین خواهر فلیپه ششم، سومین نفر در صف جانشینی تاج و تخت اسپانیا است.
در 3 مارس 1995، به مناسبت ازدواجش با خایمه دِ ماریچالار و سائنز دِ تِخادا، لُردِ تِخادا، توسط پدرش، پادشاه خوان کارلوس، دوشسِ لوگو نامیده شد. این عنوان، به عنوان بخشی از عناوین متعلق به تاج و تخت اسپانیا، به او برای زندگی اعطا شد و فرزندانش قادر به ارث بردن آن نخواهند بود.
از زمان به تخت نشستن برادر کوچکترش در تاج و تخت اسپانیا، النا بخشی از خانواده سلطنتی نیست. با این حال، همانطور که در زمان سلطنت پدرش انجام می داد، او در حال حاضر در صورت نیاز پادشاه، نماینده تاج و تخت است. او همچنین در چندین نوبت نماینده خانواده اش در خارج از کشور بوده و به آلمان، بریتانیا، ایالات متحده، آرژانتین، ژاپن، پرو و فیلیپین سفر کرده است.

## فعالیت ها
النا از سنین بسیار جوانی در رویدادهای رسمی شرکت کرد. یکی از اولین رویدادهای رسمی که او در آن شرکت کرد، اعلام سلطنت پدرش در نوامبر 1975 بود. از زمان پایان تحصیلات ابتدایی خود در سال 1983، النا به همراه خواهرش کریستینا، از والدین خود در نمایندگی تاج و تخت در رویدادهای رسمی مانند روز ملی، عروسی پرنسس آسترید بلژیک، تدفین مجدد ملکه ویکتوریا اوژنیا در ال اسکوریال، سفر رسمی رئیس جمهور مکزیک میگل دِ لا مادرید به اسپانیا و مراسم جوایز پرنسس آستوریاس در سال 1984 و غیره حمایت کردند.
از زمان به سلطنت رسیدن برادرش در ژوئن 2014 و خروج متعاقب او از خانواده سلطنتی، النا حضور خود در انظار عمومی را کاهش داده است. به طور استثنایی، در آن سال او در برخی از رویدادها نماینده تاج و تخت بود، مانند مراسم تشییع جنازه کایتانا فیتز-جیمز استوارت، هجدهمین دوشس آلبا در نوامبر 2014 و اهدای جوایز ملی ورزش در دسامبر 2014. از آن زمان، النا فعالیت نهادی خود را به ریاست سالانه مراسم اهدای جوایز مسابقه نقاشی کودکان و جوانان Patrimonio Nacional محدود کرده است.
علاوه بر وظایف خود به عنوان یک اینفانتا، النا شغل شخصی دارد که به او امکان می دهد عدم دریافت حقوق عمومی به دلیل عدم عضویت در خانواده سلطنتی را جبران کند. النا از سال 2008 در بنیاد ماپفره کار کرده و در حال حاضر به عنوان مدیر پروژه های اجتماعی و فرهنگی خدمت می کند. اینفانتا النا از این طریق به بنیاد کمک کرده است تا از طریق چندین سفر بین المللی، پروژه ها را ترویج کرده و به برنامه های مختلف همکاری در آمریکای لاتین دید بیشتری ببخشد. بیشتر حضورهای عمومی اینفانتا مربوط به فعالیت های اجتماعی این بنیاد است.